# Eberhard Kraus

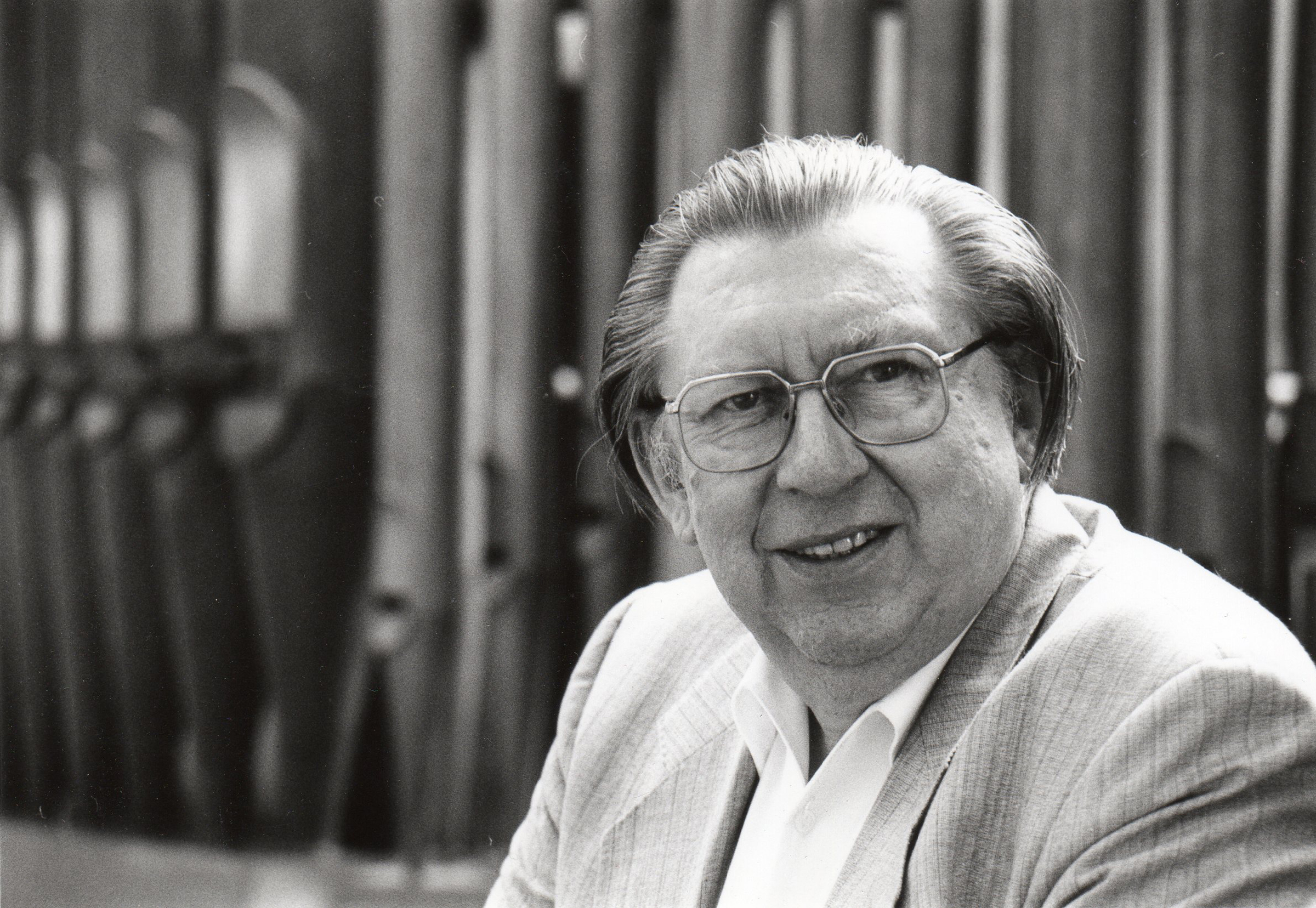
Eberhard Kraus

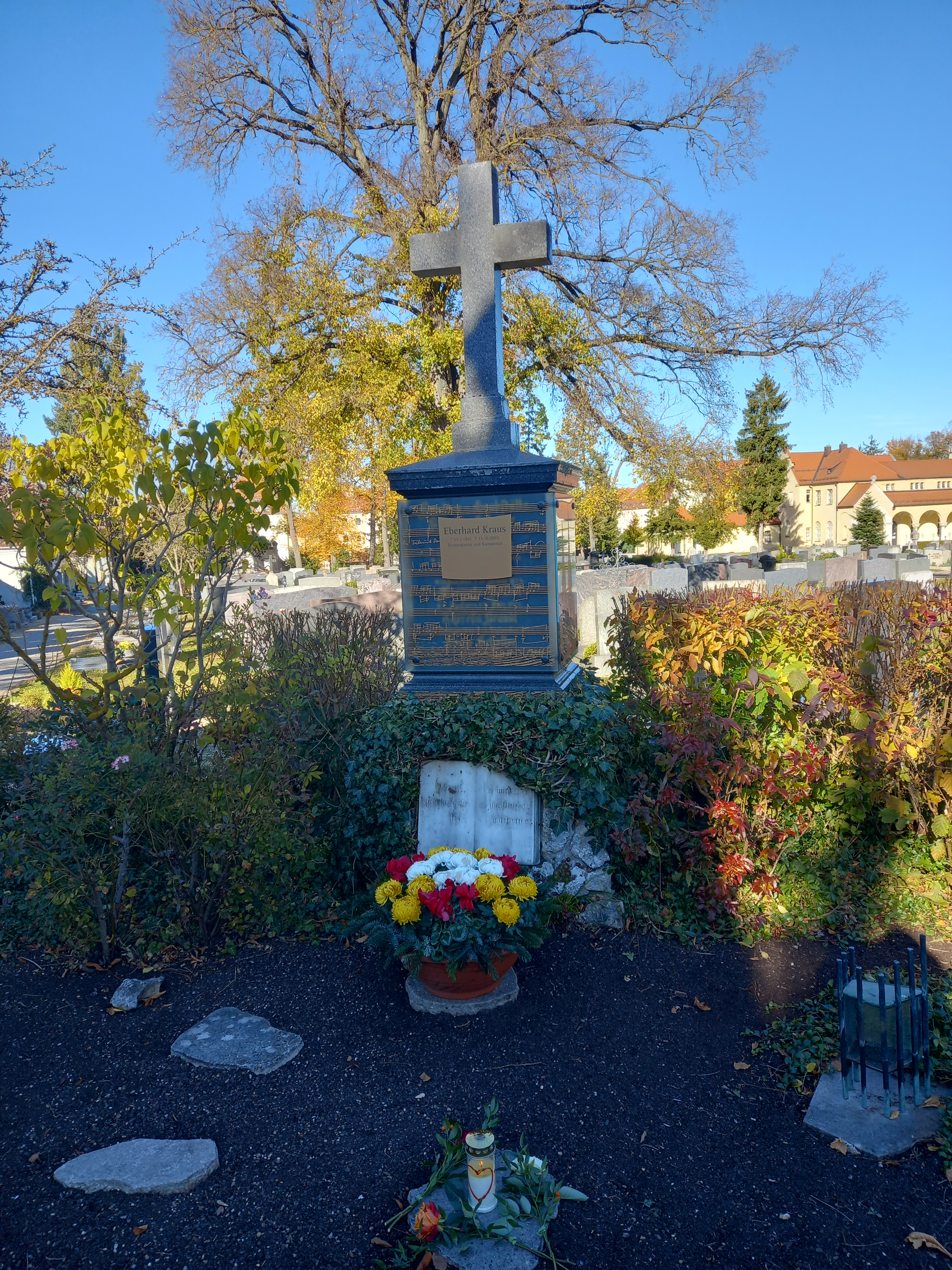
Das Grab von Eberhard Kraus auf dem Oberen Katholischen Friedhof in Regensburg

Eberhard Kraus (* 17. Februar 1931 in Regensburg; † 23. Oktober 2003 ebenda) war ein deutscher Organist, Cembalist und Komponist. Er war Domorganist am Dom zu Regensburg von 1964 bis 1996.

## Leben und Wirken
Eberhard Kraus war der Sohn von Karl Kraus und Hedwig Kraus. Eberhard Kraus absolvierte 1950–1956 ein Orgel-, Klavier-, Cembalo- und Kompositionsstudium an der Staatlichen Hochschule für Musik München bei Heinrich Wismeyer und Friedrich Högner. Er erhielt mehrere Ehrendiplome und Prämien bei internationalen Wettbewerben und wurde 1959 in die Bundesauswahl Konzerte Junger Künstler des Deutschen Musikrates aufgenommen. Es folgten Konzerttourneen als Organist und Cembalist in Deutschland, Italien, Spanien, Frankreich, England, Irland, Schottland, Jugoslawien, Belgien, Österreich, in den Niederlanden und der Schweiz.
Sein kompositorisches Schaffen umfasst über 300 Werke verschiedener Sparten im Gewand der Zwölftontechnik. Außerdem schuf er Orgeltranskriptionen und Rekonstruktionen von Werken anderer Komponisten. Kraus gründete im Alter von 21 Jahren (1952) die sogenannten „Sonntäglichen Orgelstunden“ in der Minoritenkirche zu Regensburg, eine Konzertreihe lebendiger Musikgeschichte aller Epochen einschließlich der Moderne, die er bis kurz vor seinem Tode als Mentor, Interpret und Organisator über 50 Jahre hindurch betreute (1.100 Konzerte).
Kraus lehrte Musiktheorie an der Universität Regensburg sowie Orgel und Orgelbaukunde an der Fachakademie für katholische Kirchenmusik in Regensburg. Er war Leiter des Collegium musicum Regensburg mit einer Oratorien- und einer Kammermusikreihe und rief die Domkonzerte im Hohen Dom zu Regensburg ins Leben, bei denen im Laufe von 27 Jahren ca. 100 namhafte Gastorganisten internationaler Herkunft spielten.
Eberhard Kraus begründete die Bach-Woche Regensburg und die Konzertreihe „Studio Neue Musik Oberpfalz“. Zudem betrieb er musikgeschichtliche Forschungen, die er in vielen Artikeln und Büchern (z. B. in der vierbändigen Orgeldokumentation, in Historische Orgeln der Oberpfalz u. a. m.) veröffentlichte.
Kraus realisierte zahlreiche Rundfunkaufnahmen bei in- und ausländischen Sendern. Ebenso gibt es viele Schallplatten- und CD-Produktionen mit seiner Beteiligung, insgesamt ca. 200 Werke von etwa 55 verschiedenen Komponisten (u. a. Johann Sebastian Bach Das Orgelbüchlein sowie das gesamte Cembalowerk von Georg Friedrich Händel, eingespielt auf historischen Instrumenten der Sammlung des Germanischen Nationalmuseums Nürnberg). Eberhard Kraus war Herausgeber der Editionsreihe Cantantibus organis mit Kompositionen Alter Meister (24 Hefte).

## Stiftung
Die „Stiftung Eberhard Kraus“ zur Förderung junger Organisten (gegründet 2004) bezweckt heute das Ziel, junge, talentierte Organistinnen und Organisten, die der Stiftungsrat aussucht, durch Vermittlung und Honorierung von Konzerten in bedeutenden Kirchen oder Konzertsälen zu fördern. Diese sind dabei dem Auftrag verpflichtet, ein größeres Orgelwerk des Komponisten Eberhard Kraus zu interpretieren. Bis 2023 wurden 13 Organistinnen und Organisten gefördert.

## Ehrungen und Auszeichnungen
Eberhard Kraus erhielt mehrere Auszeichnungen, z. B. das Bundesverdienstkreuz am Bande, den Kulturpreis Ostbayern und den Orden „Pro Ecclesia et Pontifice“ von Papst Johannes Paul II.
Er engagierte sich für zahlreiche Sozialprojekte im Heiligen Land. 1975 wurde er vom Kardinal-Großmeister Maximilien Kardinal de Fuerstenberg zum Ritter des Ritterordens vom Heiligen Grab zu Jerusalem ernannt und am 2. Mai 1975 im Regensburger Dom durch Lorenz Kardinal Jaeger, Großprior der deutschen Statthalterei, in den Orden investiert.

## Schriften
- Historische Orgeln in der Oberpfalz. München 1990.
- Orgeln und Orgelmusik. Regensburg 1972, 3 Auflagen.
- Mit Orgelklang und Paukenschall. Regensburg 1980.
- Handbuch der Orgelpraxis zum EGB-Gotteslob. Regensburg 1977.
- Orgeldokumentation der Diözese Regensburg, Folgen 1–4. Regensburg 1974–1987.

## Diskographie  (Auswahl)

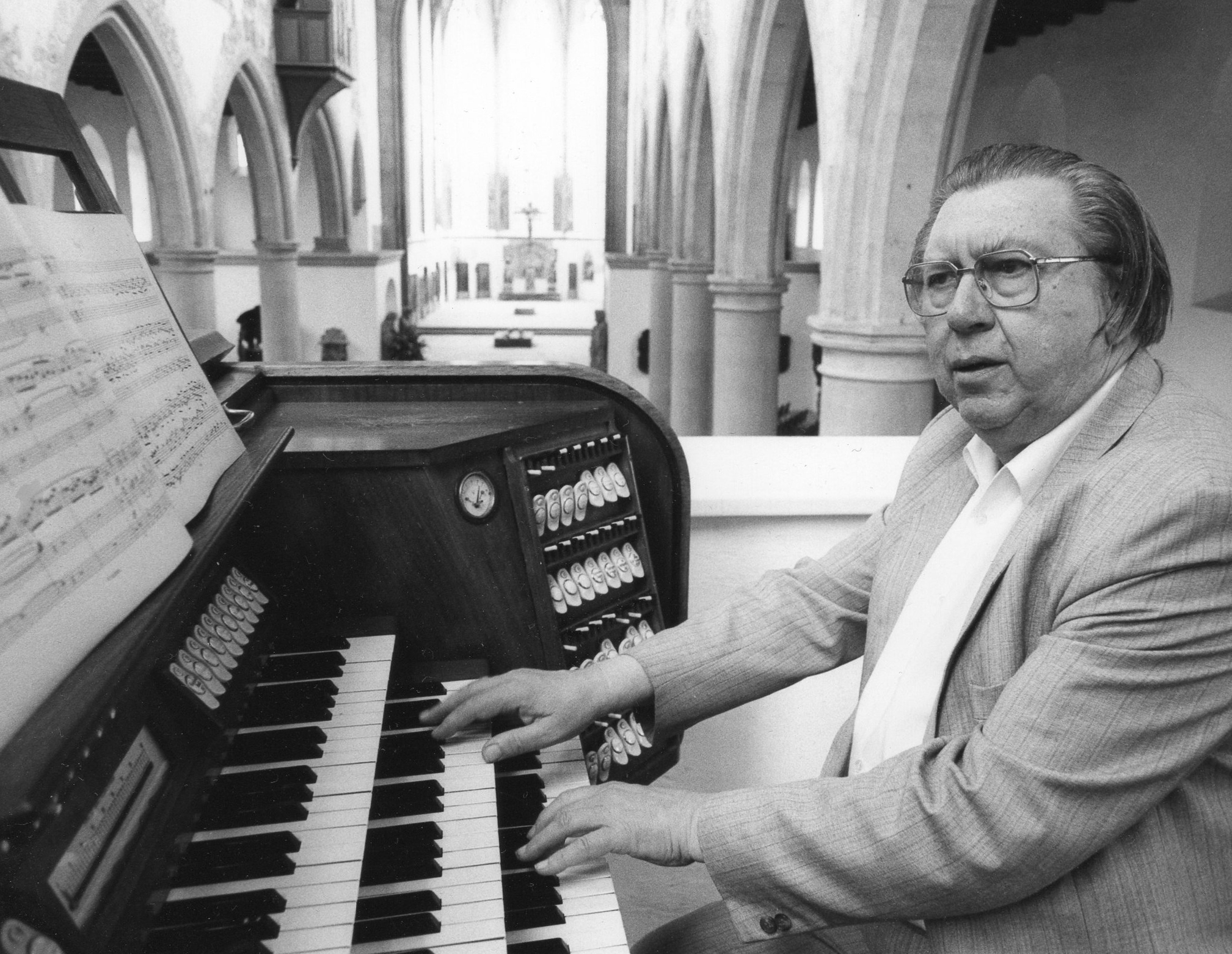
Eberhard Kraus an der Steinmeyer-Orgel der Minoritenkirche in Regensburg

- Johann Sebastian Bach: Berühmte Cembalowerke (Italienisches Konzert, Toccata, Adagio und Fuge D-Dur BWV 912, Chromatische Fantasie und Fuge, Französische Suite Nr. 6 E-Dur), Label: Da Camera/Sastruphon (LP)
- Johann Sebastian Bach: Willst du dein Herz mir schenken – Aus dem Notenbüchlein Anna Magdalena Bach (mit Charlotte Lehmann, Sopran, Marc Stehle, Bariton, Eberhard Kraus, Cembalo) (Aria di Giovannini, Menuet G-Dur/g-Moll/G-Dur, Marche D-Dur, Menuet G-Dur, Musette D-Dur, So oft ich meine Tobackspfeife u. a.), Label: Sastruphon SM 007029
- Orgelmusik aus sechs Jahrhunderten (Orgelwerke von J. S. Bach, Max Reger, Charles-Marie Widor, aus dem Codex St. Emmeram, dem Buxheimer Orgelbuch, von Josquin Desprez/Alonso Mudarra, Thomas Preston, Gregor Aichinger, Nicolas Antoine Le Bègue, Domenico Scarlatti, Johann Simon Mayr und Eberhard Kraus), Label: Calig
- Romantische Kathedralmusik (Orgelwerke von Max Reger, Franz Liszt, Johannes Brahms), Label: MPS/BASF
- Historische Orgeln Ostbayerischer Donauraum (Orgelwerke von Georg Muffat, Gottlieb Muffat, F. A. Hugl, G. Pachelbel, Theodor Grünberger, Marianus Königsperger), Label: Christophorus/disco-center
- Italienische Kirchenmusik des Spätbarock (mit Gertraud Stoklassa, Sopran, und  Eberhard Kraus, Orgel) (Orgelwerke von Domenico Scarlatti, Antonio Foggia, Giovanni Battista Bassani, Pietro Andrea Ziani, Gaetano Felice Piazza, Domenico Zipoli und Giovanni Battista Martini), Label: Christophorus
- Hofmusik beim Fürsten von Thurn und Taxis (Cembalowerke von Joseph Touchemoulin, Joseph Riepel, Karl Alexander Fürst von Thurn und Taxis und Franz Xaver Pokorny), Label: Polydor International GmbH
- Georg Friedrich Händel: Berühmte Cembalowerke (Suite E-Dur, Suite g-Moll, Air und Doubles F-Dur, Menuet B-Dur (Aylesford-Sammlung), Suite G-Dur), Label: Da Camera
- Das Münchener Barocktrio spielt Triosonaten (mit Bernhard Walter, Traversflöte, Sebastian Ladwig, Viola da gamba, Eberhard Kraus, Cembalo) (Kammermusik von Jean-Baptiste Loeillet, Johann David Heinichen, Joseph Bodin de Boismortier und Philipp Heinrich Erlebach), Label: Camerata
- Orgelkonzert im Dom zu Regensburg (Orgelwerke von Josef Gabriel Rheinberger, Joseph Renner jun., Max Reger und Eberhard Kraus), Label: Christophorus
- Hans-Ludwig Schilling – Orgelwerke (Canonische Variationen über Singet, preiset Gott mit Freuden und Fantasie e Ricercare 63 über Veni creator spiritus), Label: Da camera magna SM 93225
- Music per organo (Orgelwerke von Bach, Liszt, Reger, Franck und Boelmann), Label: PDU EMI
- Musica natalizia barocca per organo (Orgelwerke von P. J. Desponsatione, Jean-François Dandrieu, Valentin Rathgeber, Louis-Claude Daquin, Georg Muffat, J. S. Bach, Johann Pachelbel, Dietrich Buxtehude, Theodor Grünberger und Marianus Königsperger), Label: PDU EMI (LP), PILZ CD 160 143 (CD, unter dem Titel Weihnachtliche Orgelmusik)
- Musica organistica del Barocco Europeo (Orgelwerke von Georg Muffat, Dietrich Buxtehude, J. S. Bach, A. Philips, Francesco Durante, Bohuslav Matěj Černohorský, Juan Cabanilles und Jean-François Dandrieu)
- Lotte Backes – Orgelwerke, Label: Mixtur (Aufnahmen: Sender Freies Berlin/Bayerischer Rundfunk)
- Geistliche Musik aus sechs Jahrhunderten (mit dem Münchner Madrigalchor unter der Leitung von Franz Brandl) (Orgelwerke von Gabriel Joseph Rheinberger), Marke: academica, Nr. M-2081, 1981
- Konzertante Musik in Rohr (Konzert für Orgel allein op. 25 von Pater Konstantin Mach)
- Johann Sebastian Bach – Große Orgelwerke (Dorische Toccata und Fuge BWV 538, Präludium und Fuge D-Dur BWV 532, „Wer nur den lieben Gott lässt walten“ BWV 642, Fantasie und Fuge g-Moll BWV 542, Präludium und Fuge e-Moll BWV 548), Label: Mediaphon, 1984
- Johann Sebastian Bach – Berühmte Orgelwerke (Toccata und Fuge F-Dur BWV 540, Dorische Toccata und Fuge BWV 538, Fantasie G-Dur BWV 572), Label: VIOLA
- Musik eines Heiligen – Alfons von Liguori (Stücke für Cembalo von Gaetano Greco und Alessandro Scarlatti), Label: Lorby
- Awake the trumpets lofty sound (Alessandro Scarlatti: Toccata C-Dur für 3 Trompeten, Pauke und Orgel), Label: Deutsche Grammophon 419 245-1
- Das Münchener Barock-Trio (Flöte, Gambe, Cembalo), Werke von Antonio Lotti, Bach, Rameau, Johann Joachim Quantz
- Georg Friedrich Händel – Sämtliche Cembalowerke, Kassette mit 10 Schallplatten bzw. CDs, Label: Da camera magna (LP), EBS (CD)
- Gustav Mahler – Sinfonie Nr. 8 – Rafael Kubelík, Orgelpart: Eberhard Kraus, Label: Deutsche Grammophon 2707062
- Johann Sebastian Bach – Konzerte für Cembalo und Orchester: Cembalo-Konzerte BWV 1052, BWV 1063 und BWV 1064 (letztere beiden für drei Cembali, hierbei alle Solostimmen durch E. Kraus im Playback-Verfahren aufgenommen), mit dem Kammerorchester Pro Arte unter Kurt Redel, Label: Zyx Classic CLS 4158 (CD)
- The Best of Bach II – Signature Series, hierauf: Präludium und Fuge a-Moll BWV 559 (für Orgel), Label: St. Clair CSS30152
- Johann Sebastian Bach – Das Orgelbüchlein : Orgelchoräle und Choralsätze. Eberhard Kraus an der Orgel der Niedermünsterkirche zu Regensburg. Mit dem Chor der Kirchenmusikschule Regensburg unter der Leitung von Karl Norbert Schmid. Label: Christophorus SCK 70359
- Bach Organ Works Eberhard Kraus – Orgel/Organ – 1. Präludium und Fuge e-moll BWV 548, 2. Trio Sonate Nr. 6 G-Dur BWV 530, 3. Präludium und Fuge D-Dur BWV 532, 4. Vom Himmel hoch, da komm ich her, Kanonische Veränderungen BWV 769, 5. Toccata und Fuge F-dur BWV 540. Label: Point Classics, 2672692, 1996
- Verschiedene Cembalo-Aufnahmen von Werken der Komponisten Hugh Ashton, Pierre Attaingnant, Johann Sebastian Bach (das Wohltemperierte Klavier, Englische und Französische Suiten, Italienisches Konzert u. a.), John Bull, William Byrd, Antonio de Cabezoni, Francois Couperin, Johann Joseph Fux, Girolamos Frecobaldi, Georg Friedrich Händel, Johann Kuhnau, Leopold Mozart, Hans Neusiedler, Jacob Paix, Henry Purcell, Jean Philipe Rameau und Bernhard Schmid für das Label Primaton Produktion München (Quelle: Werkverzeichnis Teil I von Eberhard Kraus)